# 하치노시리촌
하치노시리촌(八之尻村)은 야마나시현 니시야쓰시로군에 있던 촌이다. 현재의 이치카와미사토정에 해당한다.

## 역사
- 1875년 1월 - 야쓰시로군 2개 촌이 합병해 하치노시리촌이 성립하였다.
- 1878년 7월 22일 - 군구정촌편직법에 의해 하치노시리촌은 니시야쓰시로군에 소속되었다.
- 1889년 7월 1일 - 정촌제 시행에 의해 근세이후의 하치노시리촌이 단독으로 지자체를 형성하였다.
- 1956년 9월 30일 - 도요와촌, 하지카시마촌과 합병해 다이도촌이 성립하여, 동일 하치노시리촌은 폐지되었다.

## 참고문헌
- 角川日本地名大辞典 19 山梨県